# 朱雷
朱雷（?—?），或主類（Cudjui 或 Zujui），是為十九世紀中瑯𤩝（今屏東恆春）地區斯卡羅人政治領袖之一，瑯嶠十八社的總頭目，亦為豬朥束社頭目。他是卓杞篤的姪子，後成為大養子。因他繼承卓杞篤之位，故一些文獻會稱之為小卓杞篤或朱雷·土結。「土結」即為卓杞篤音譯。
在卓杞篤死後繼承總頭目之位，牡丹社事件中代表瑯嶠十八社向日本臣服。後來朱雷因為酗酒過度，無法管理政事，最終總頭目之位落到潘文杰手上。

## 影視形象
| 年份 | 作品   | 演員   |
| ---- | ------ | ------ |
| 2021 | 斯卡羅 | 張瑋帆 |